# 谢玉铭
谢玉铭（1893年6月5日—1986年3月20日），字子瑜，中国理论物理学家，最早研究氢原子光谱的中国科学家之一。

## 生平
出生于福建省晋江县祥芝乡赤湖村，1926年获芝加哥大学博士学位，导师为阿尔伯特·迈克耳孙。后加入燕京大学，1929年成为物理系主任。1932年赴哥伦比亚大学任客座教授。
1934年与威廉·V·休斯頓发表《氢原子光谱Ha线的精细结构》一文，他们最早观测到了后来被称为兰姆位移的现象。但由于后续的混乱讨论，他们的结果被当时的物理学界忽视。1934年重回燕大。1939年起任厦门大学物理系教授，为时7年。
1946年赴菲律宾，1968年赴台湾，1986年在台北逝世。享年92岁。

## 家庭
中国物理学家、中科院院士、复旦大学前校长谢希德是他的女儿。